# Lindoso
Lindoso is een plaats (freguesia) in de Portugese gemeente Ponte da Barca en telt 536 inwoners (2001).

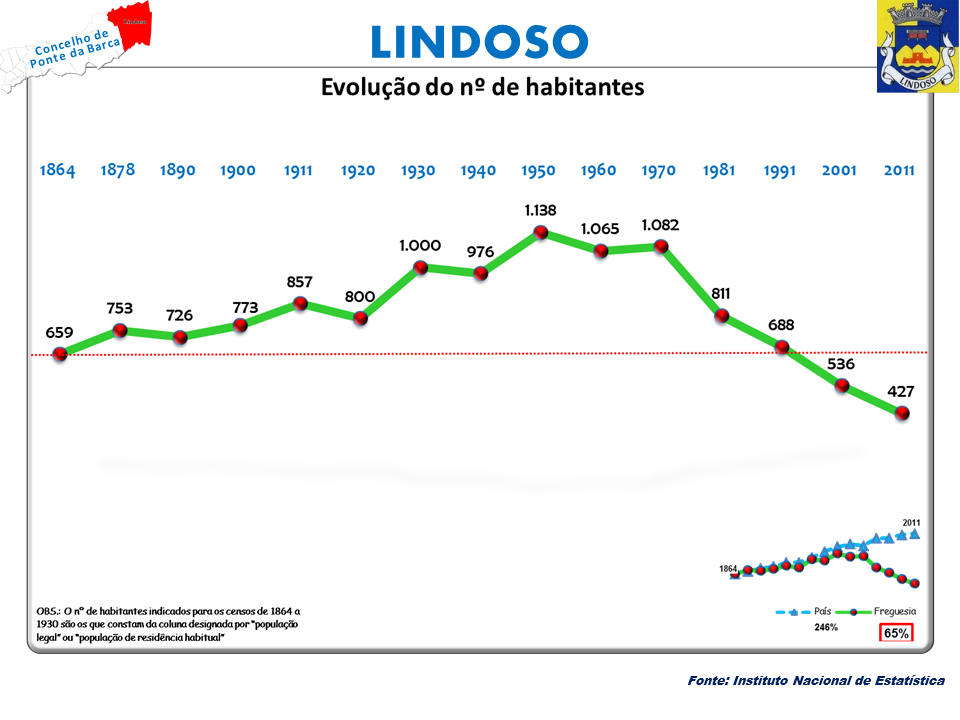
Bevolkingsontwikkeling tussen 1864 en 2011

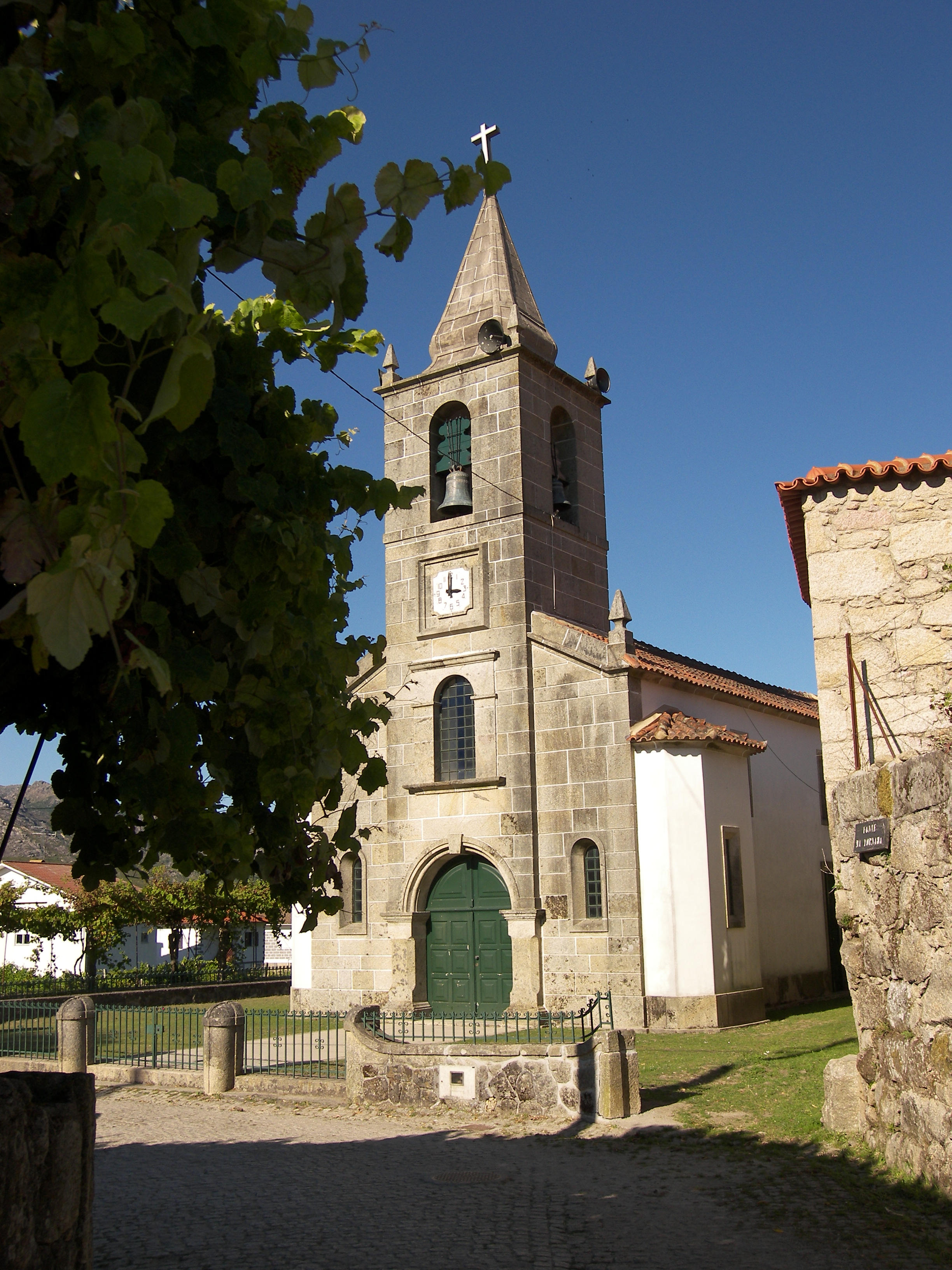
Kerk van Lindoso
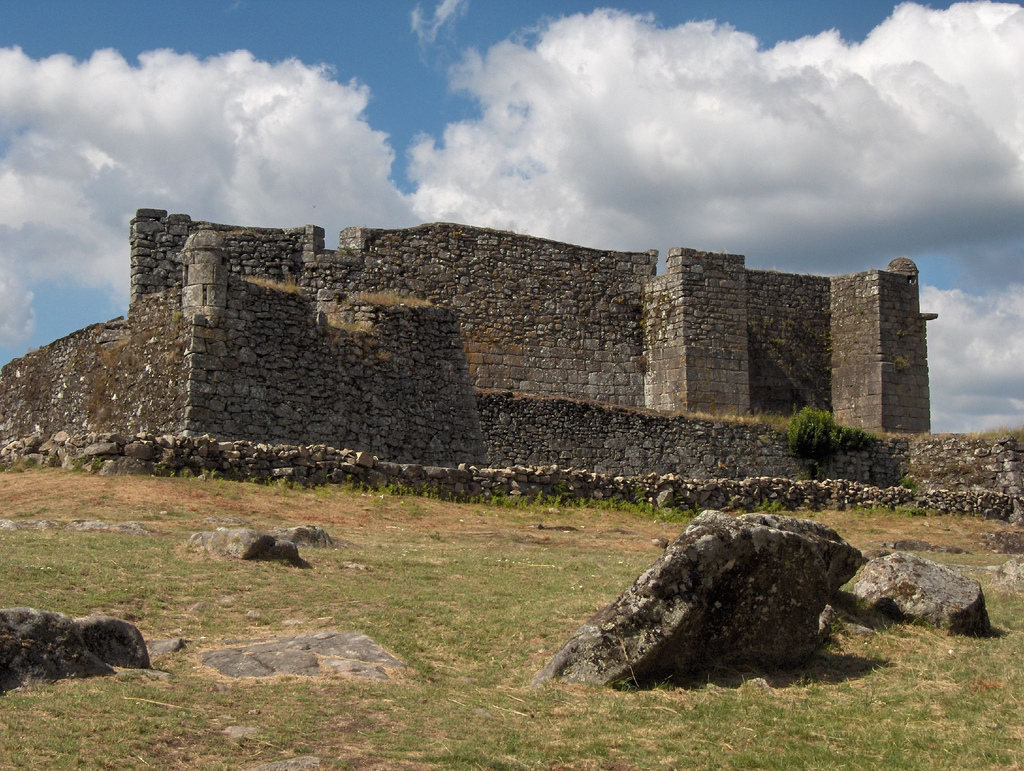
Kasteel van Lindoso